# Ley Mann
La Ley Mann es una ley federal de los Estados Unidos, aprobada el 25 de junio de 1910. Recibe su nombre del congresista James Robert Mann. Su objetivo fue prohibir la esclavitud blanca, transformando en delito federal el transportar mujeres de un estado a otro para "propósitos inmorales". Esta ley también daba atribuciones al gobierno federal para que pudiera investigar a delincuentes que violaban leyes estatales, aunque no hubieran transgredido leyes federales. Fue después, en el Congreso en 1978 y otra vez en 1986, que se aplicó solo al transporte con el objetivo de prostitución.
El uso más común de la ley fue perseguir a hombres por tener sexo con mujeres menores de edad. Se cree que el proceso contra Frank La Salle por secuestrar a Florence Sally Horner inspiró a Vladimir Nabokov para escribir su novela Lolita.